# Nagasaki
Nagasaki (japanisch 長崎市, Nagasaki-shi) ist Sitz der Präfekturverwaltung und größte Stadt der Präfektur Nagasaki mit 404.656 Einwohnern (Stand 1. März 2021). Ursprünglich ein kleines Fischerdorf im Kreis Sonogi der Provinz Hizen, wurde es durch die Ankunft der Portugiesen in der zweiten Hälfte des 16. Jahrhunderts zu einer bedeutenden Hafenstadt. Die Stadt liegt an der Südwestküste der drittgrößten japanischen Insel Kyūshū.
Weltweite Bekanntheit erlangte Nagasaki als Ziel des zweiten kriegerischen Kernwaffeneinsatzes am 9. August 1945.

## Geografie

### Geografische Lage
Nagasaki erstreckt sich über die südliche Hälfte der Nishisonogi-Halbinsel im Norden und die Nagasaki-Halbinsel im Süden. Im Westen befindet sich das Meeresgebiet Sumō-nada, im Nordosten die Ōmura-Bucht und im Süden das Meeresgebiet Amakusa-nada. Diese gehören zum Ostchinesischen Meer.

### Klima
|                       | Jan | Feb  | Mär  | Apr  | Mai  | Jun  | Jul  | Aug  | Sep  | Okt  | Nov  | Dez  |   |      |
| Mittl. Tagesmax. (°C) | 9,9 | 10,6 | 14,1 | 19,4 | 23,1 | 25,8 | 29,7 | 31,3 | 28,1 | 23,3 | 17,9 | 12,5 | ⌀ | 20,5 |
| Mittl. Tagesmin. (°C) | 3,1 | 3,7  | 6,3  | 11,3 | 15,4 | 19,3 | 24,0 | 24,7 | 21,1 | 15,3 | 10,1 | 5,3  | ⌀ | 13,3 |
|                       |     |      |      |      |      |      |      |      |      |      |      |      |   |      |
| Niederschlag (mm)     | 78  | 86   | 116  | 174  | 193  | 332  | 334  | 187  | 190  | 104  | 85   | 66   | Σ | 1945 |
|                       |     |      |      |      |      |      |      |      |      |      |      |      |   |      |
| Sonnenstunden (h/d)   | 3,2 | 3,8  | 5,0  | 5,4  | 5,9  | 4,8  | 6,0  | 7,2  | 5,7  | 5,7  | 4,6  | 3,4  | ⌀ | 5,1  |
|                       |     |      |      |      |      |      |      |      |      |      |      |      |   |      |
| Wassertemperatur (°C) | 17  | 17   | 17   | 18   | 20   | 23   | 26   | 27   | 26   | 23   | 21   | 19   | ⌀ | 21,2 |
|                       |     |      |      |      |      |      |      |      |      |      |      |      |   |      |
| Luftfeuchtigkeit (%)  | 68  | 67   | 67   | 71   | 73   | 80   | 81   | 77   | 75   | 69   | 69   | 69   | ⌀ | 72,2 |

| 3,1 |

| 3,7 |

| 6,3 |

| 11,3 |

| 15,4 |

| 19,3 |

| 24,0 |

| 24,7 |

| 21,1 |

| 15,3 |

| 10,1 |

| 5,3 |

| 3,1 |

| 3,7 |

| 6,3 |

| 11,3 |

| 15,4 |

| 19,3 |

| 24,0 |

| 24,7 |

| 21,1 |

| 15,3 |

| 10,1 |

| 5,3 |

## Geschichte

### Frühe Epoche
Gegründet wurde die Stadt vor 1500 und war ursprünglich ein unbedeutendes abgelegenes Fischerdorf, dessen Entwicklung erst nach der Ankunft der Europäer um die Mitte des 16. Jahrhunderts einen Aufschwung erlebte. 1543 verschlug es ein Schiff aus Malakka an die Küste der südlichen Insel Tanegashima. Die an Bord befindlichen portugiesischen Kaufleute überreichten zum Dank für die Unterstützung der Einwohner einige Gewehre. Dies gilt als erster direkter Kontakt zwischen Japanern und Europäern und als Beginn der Geschichte der Feuerwaffen in Japan. Sechs Jahre danach erreichte der Mitgründer der Gesellschaft Jesu und Missionar Francisco Xavier Kagoshima im Süden von Kyushu und legte während seines zweijährigen Aufenthaltes die Grundlagen für das Missionswerk der Jesuiten wie auch einen dauerhaften Handelsaustausch mit portugiesischen Händlern aus Macau. Da gute Beziehungen zu den Missionaren die Teilnahme an dem höchst lukrativen Fernhandel mit sich brachten, ließen sich einige Regionalherrscher (Daimyō) taufen. Der wichtigste unter ihnen war Ōmura Sumitada, der großen Gewinn aus seiner Konversion zog. Nach ersten Versuchen mit kleineren Häfen wie Kuchinotsu bestimmte er 1571 das in einer tief eingeschnittenen Bucht windgeschützt liegende Nagasaki zum Anlaufhafen für die portugiesischen Karacken.
Die kleine Siedlung wuchs schnell; die Namen vieler Stadtviertel zeigen noch heute die Herkunft der Umsiedler, die aus allen Teilen Kyushus eintrafen. Eine Reihe portugiesischer Produkte, die über Nagasaki importiert wurden (z. B. Brot, Tempura (frittiertes Gemüse), Knöpfe, Kartenspiele, bestimmte Stoffe und Kleidungsstücke, wie auch Produkte aus portugiesischen Überseeniederlassungen (Tabak und Chininrinde aus Amerika, Obstbäume aus Südostasien)) fanden Eingang in die japanische Alltagskultur. Die Portugiesen führten auch Güter aus dem Kaiserreich China mit sich. Zugleich gründeten die Jesuiten in Nagasaki Kirchen und Pflegeheime und übernahmen die Verwaltung der Siedlung.
1587 geriet Nagasakis Wohlstand erstmals in Gefahr. Nach langen kriegerischen Auseinandersetzungen um die Vorherrschaft über den Archipel hatte Oda Nobunaga die Regionalfürsten unter seine Kontrolle gebracht, war aber 1582 ums Leben gekommen. Toyotomi Hideyoshi, einer seiner Gefolgsleute, übernahm als neuer Kampaku die Macht und trieb die Vereinigung des Reiches weiter voran. Dabei störte der unkontrollierte, lukrative Fernhandel der südlichen Regionalherrscher und die Dominanz der Portugiesen im Seidenimport ebenso wie der Unwille der christlichen Missionare zu einem toleranten Zusammenleben mit den anderen Religionen im Lande. Um den starken christlichen Einfluss in Süd-Japan einzudämmen, befahl Hideyoshi die Ausweisung aller Missionare. Die Jesuiten verloren die ihnen vom Fürsten von Ōmura Sumitada überlassene Verwaltungskontrolle über Nagasaki, die nun an die Zentralregierung ging. Andere Ad-hoc-Edikte folgten. Manche Maßnahme wurde nur lokal und für kurze Zeit durchgesetzt, doch im Laufe der Jahre nahm die Schärfe der Verfolgung japanischer und ausländischer Christen zu. Im Jahre 1597 ließ Hideyoshi 26 franziskanische und jesuitische Missionare sowie zum Christentum konvertierte Japaner im Alter von zwölf bis 64 Jahren aus Zentraljapan durch die westlichen Landesteile nach Nagasaki führen und dort zur Abschreckung kreuzigen. Die in der Stadt lebenden portugiesischen Händler blieben jedoch wegen ihrer wirtschaftlichen Bedeutung bis auf Weiteres unbehelligt.

### Die Ära der Isolation und der Christenverfolgung in Japan

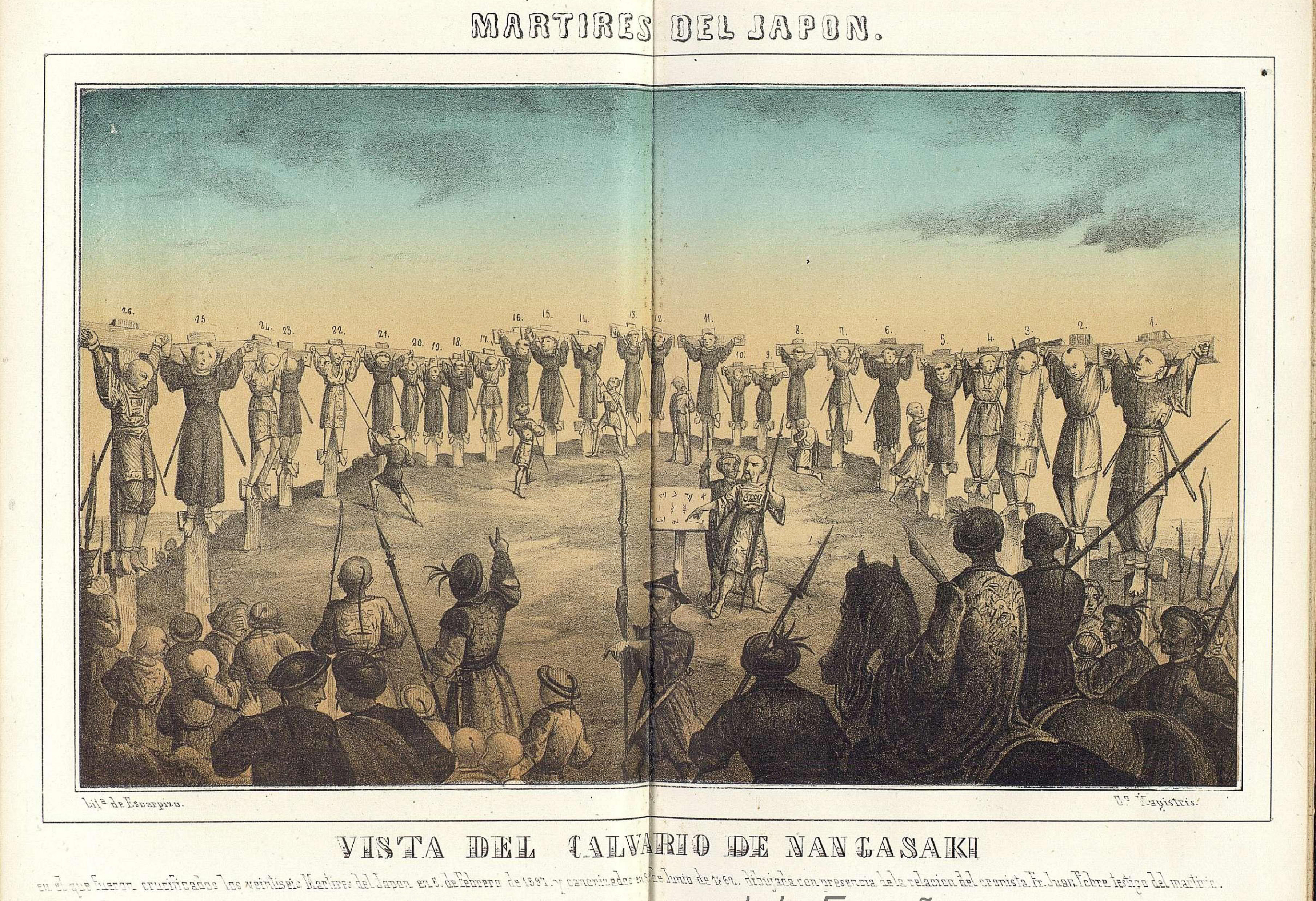
Kreuzigung von 26 Christen am 5. Februar 1597 in Nagasaki (Gemälde, 1862)

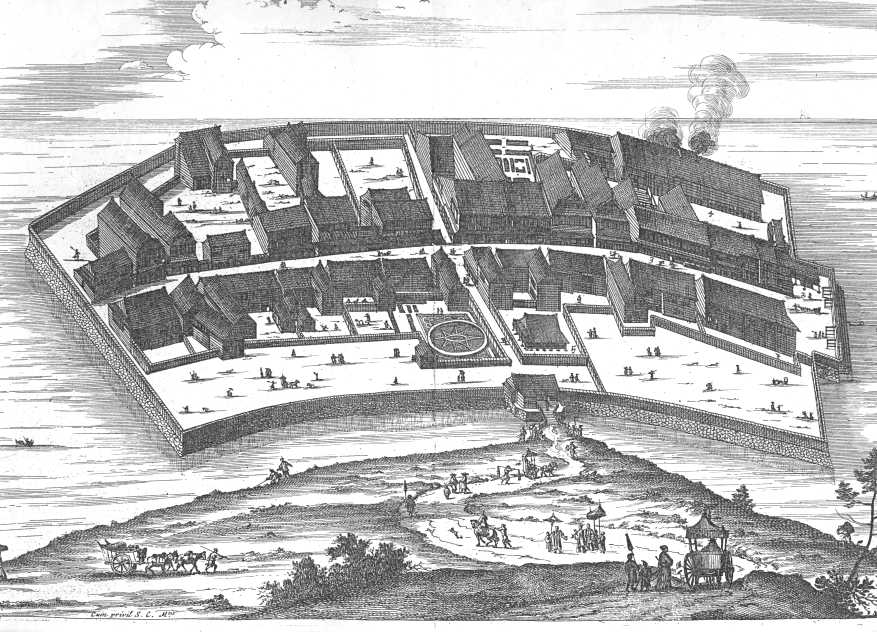
Dejima um die Mitte des 17. Jahrhunderts (Zeichnung, 1669)

Als Tokugawa Ieyasu knapp 20 Jahre später nach Hideyoshis Tod und der entscheidenden Schlacht von Sekigahara als Shōgun die Macht übernahm, verbesserte sich die Lage von Nagasaki kaum. 1614 erging ein endgültiges Verbot des Christentums. Alle Missionare wurden deportiert, ebenso jene Regionalfürsten, die nicht dem Christentum abschwören wollten. Es folgte eine brutale Verfolgung mit tausenden Getöteten und Gefolterten in Nagasaki und anderen Teilen Japans. Der 1637 in der Region Shimabara, Amakusa auflodernde sogenannte Shimabara-Aufstand war anfangs gegen die extremen Abgabelasten gerichtet, die der Regionalherrscher seinen Untertanen auferlegt hatte. Erst im Laufe der Kämpfe gegen die wachsende Übermacht der regierungstreuen Truppen nahm der Konflikt auch religiöse Züge an. Nach der mühsamen Niederschlagung entschloss sich das Shogunat zur Vertreibung aller Iberer einschließlich der letzten Kaufleute in Nagasaki. Damit endete Japans „christliches Jahrhundert“. Einige Japaner hielten heimlich am Christentum fest, und manche dieser Familien (Kakure Kirishitan) überlebten auch die danach fortgesetzten Verfolgungen bis zur erneuten Öffnung des Landes im 19. Jahrhundert.
Die Niederländer unterhielten mit der Erlaubnis von Tokugawa Ieyasu seit 1609 eine Handelsstation in Hirado. Da sie in Konkurrenz zu den Portugiesen standen, an Missionsaktivitäten kein Interesse zeigten und auch während des Shimabara-Aufstands den Forderungen der Zentralregierung zur Beschießung der Festung Hara mit ihren Schiffskanonen nachkamen, blieben sie von der Ausweisung der Europäer im Jahre 1639 ausgenommen. Allerdings wurde ihre Niederlassung 1640/41 von Hirado nach Nagasaki verlegt, um den durch das Ausbleiben der portugiesischen Schiffe drohenden wirtschaftlichen Zusammenbruch zu verhindern und zugleich ihre Aktivitäten besser zu kontrollieren. Bis 1855 liefen Japans Kontakte mit dem Westen über diese kleine Faktorei (Dejima).
Auch die chinesischen Kaufleute durften fortan nur noch in Nagasaki anlanden. Ab 1688 wurde ihre Bewegungsfreiheit ähnlich wie bei den Niederländern auf eine von einer Mauer eingeschlossene Niederlassung (Tōjin yashiki, „Chinesen-Anwesen“) beschränkt. In der Folge blühte die Stadt wirtschaftlich wieder auf und wurde zugleich zum Drehpunkt in der Vermittlung westlicher Wissenschaft und Technologie nach Japan. Bereits in der zweiten Hälfte des 17. Jahrhunderts zogen wissensdurstige Japaner nach Nagasaki, um sich dort Informationen und Materialien bei den Dolmetschern oder anderen zu besorgen, die Zugang zur Faktorei Dejima hatten. Mit der verstärkten Förderung der „Holland-Kunde“ (Rangaku) durch den Shōgun Yoshimune erlebte der Studienaufenthalt in Nagasaki (Nagasaki-yūgaku) im 18. Jahrhundert einen weiteren Aufschwung. Die Häuser von gelehrten Dolmetscherfamilien wie Motoki oder Yoshio mit ihren reichen Sammlungen an Büchern und Objekten entwickelten sich zum Anlaufpunkt unzähliger Besucher und Studenten aus allen Landesteilen.

### 19. Jahrhundert bis zum Zweiten Weltkrieg
Nachdem der US-Commodore Matthew Perry 1853 in Japan landete und das Shōgunat kurz darauf zerfiel, öffnete Japan seine Tore erneut. Nagasaki wurde 1859 Vertragshafen. Europäer ließen sich in Nagasaki nieder, und am 17. März 1865 begegnete der französische katholische Priester Bernard Petitjean in der neuerrichteten Ōura-Kirche etwa 15 in Urakami wohnenden Christen, die bisher ihr Christentum versteckt im Untergrund praktiziert hatten. Dieses Ereignis ist als Wiederbelebung des Christentums in Japan bekannt.
In Nagasaki wurde mit der Meiji-Restauration 1868 wie im ganzen Land eine umfassende Modernisierung begonnen. Aus der bisherigen Shōgunatsverwaltung Nagasaki ging 1868 die [Stadt-]Präfektur (-fu) Nagasaki hervor, die 1869 in eine normale Präfektur (-ken) umgewandelt wurde und bald um umliegende Fürstentümer erweitert wurde. Die moderne Stadt Nagasaki entstand 1878 zunächst als Stadtkreis Nagasaki (Nagasaki-ku), der damals 87 chō umfasste. Aus diesem ging 1889 bei der Modernisierung der Kommunalordnungen unter preußischem Einfluss die heutige Nagasaki-shi mit damals 54.502 Einwohnern hervor. Nagasaki erlangte schnell wirtschaftliche Dominanz, vor allem auf dem Gebiet des Schiffbaus. Bis zum Zweiten Weltkrieg wuchs die Bedeutung der örtlichen Industrie als Werftenzentrum für die kaiserliche Kriegsmarine.

### Atombombenabwurf am 9. August 1945
Die Schiffbauindustrie, die Nagasaki zu wirtschaftlicher Bedeutung verhalf, ließ die Stadt zu einem möglichen Ziel der US-Amerikaner im Zweiten Weltkrieg werden. Als Ziel der zweiten Atombombe wählten die USA die Stadt Kokura aus. Aufgrund schlechter Wetterbedingungen konnte bei drei Versuchen die Bombe dort nicht abgeworfen werden. Durch die mehrfachen vergeblichen Anflüge auf die Stadt hatte der B-29 Bomber, die Bockscar, so viel Treibstoff verbraucht, dass die Maschine nur noch ohne das Gewicht der Bombe den nächsten US-Stützpunkt auf Okinawa erreichen konnte. Deshalb wurde das südwestlich von Kokura gelegene Ausweichziel, die Stadt Nagasaki, angeflogen. Auch über Nagasaki behinderte eine dichte Wolkendecke die Sicht auf das Zielgebiet, so dass der Anflug zunächst radargesteuert durchgeführt wurde. Der Abwurf der Fat Man genannten Kernwaffe erfolgte schließlich am 9. August 1945 um 11:02 Uhr durch eine sich auftuende Wolkenlücke hindurch über 2 km vom vorgesehenen Zielpunkt entfernt. Nach Schätzungen des Committee for the Preservation of Atomic Bomb Artifacts im Dezember 1945, fast vier Monate nach dem Abwurf, wurden 74.000 Menschen getötet und noch einmal so viele verletzt. Von 52.000 Gebäuden wurden 19.400 zerstört. Viele Menschen starben infolge der Strahlenkrankheiten (Schätzungen: 1946 ≈ 75.000, 1950 ≈ 140.000). Die Überlebenden werden als Hibakusha bezeichnet. Fat Man (20 kt TNT-Äquivalent) war die zweite Atombombe, die über Japan eingesetzt wurde, nach der drei Tage zuvor über Hiroshima abgeworfenen „Little Boy“ (13 kt TNT-Äquivalent).

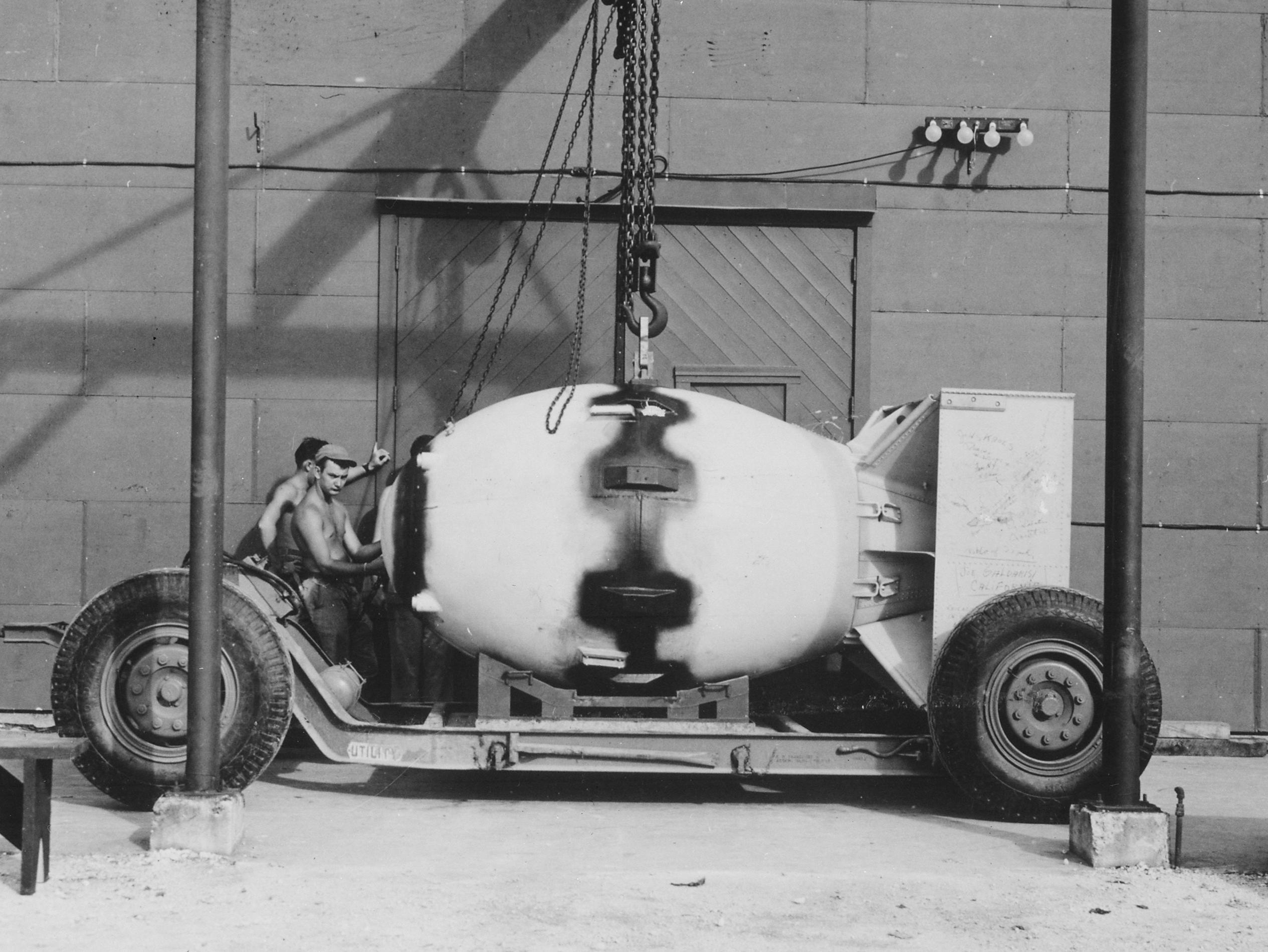
Fat Man auf einem Transportwagen
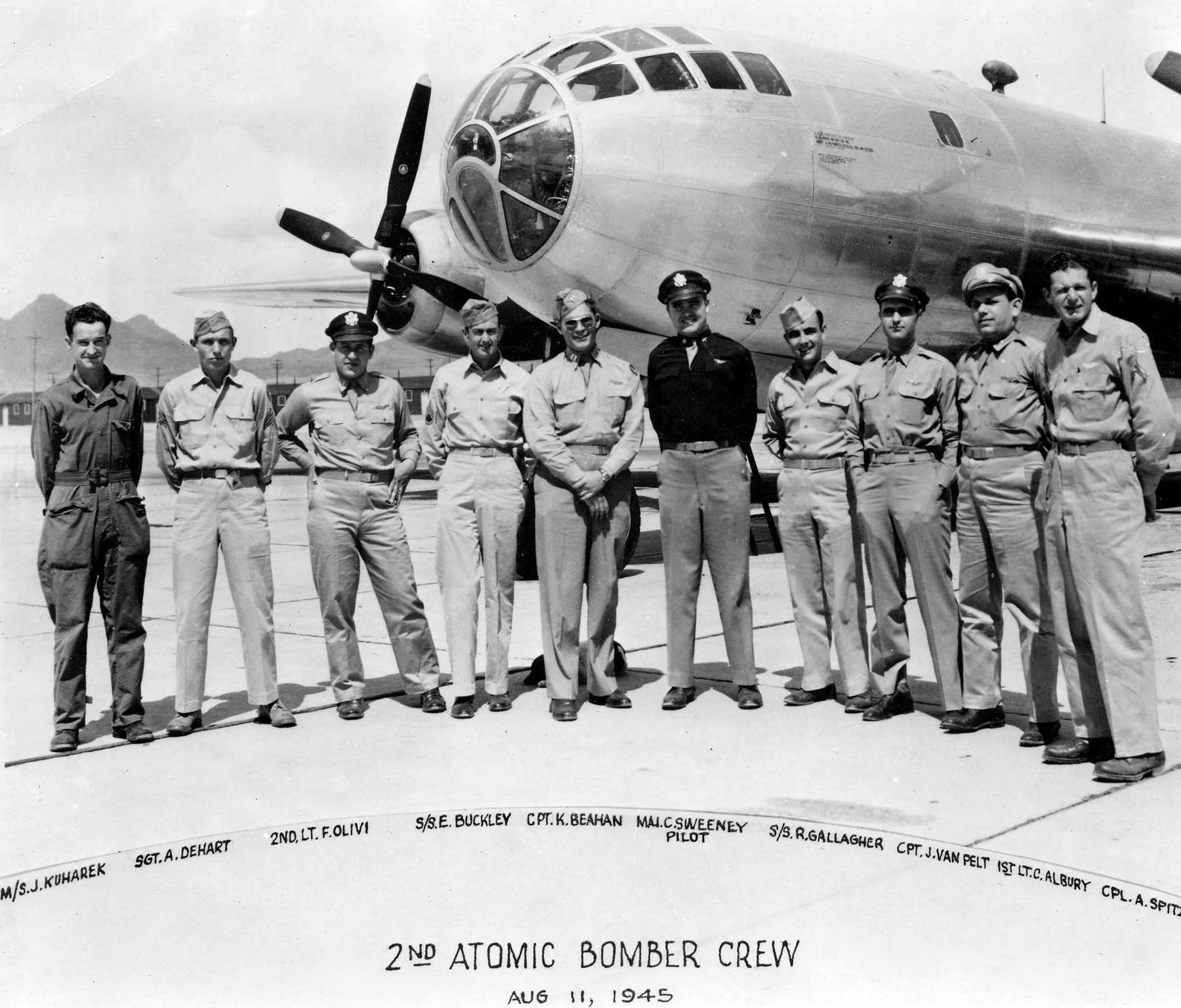
Besatzung der Bockscar
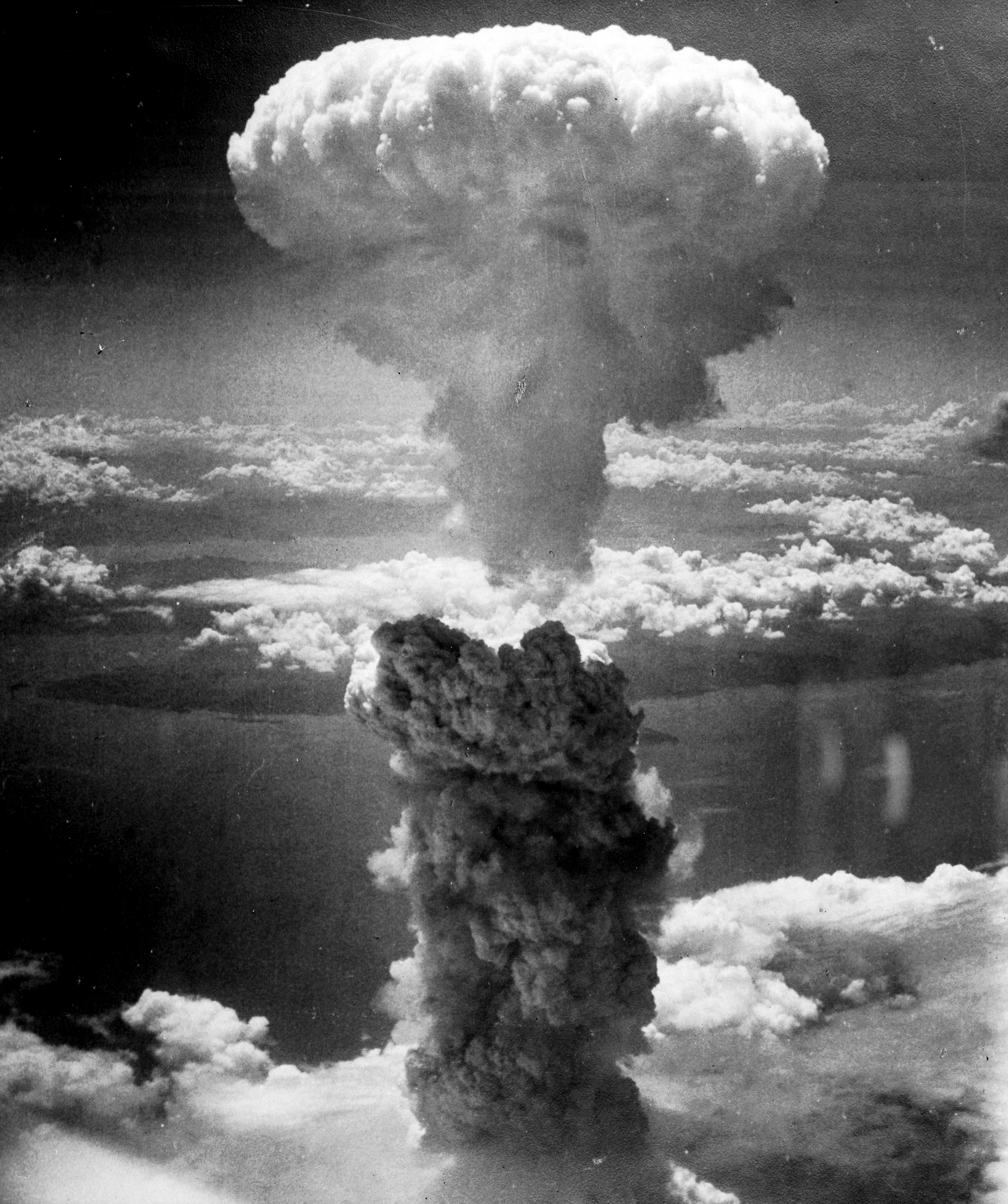
Atompilz nach Explosion von Fat Man
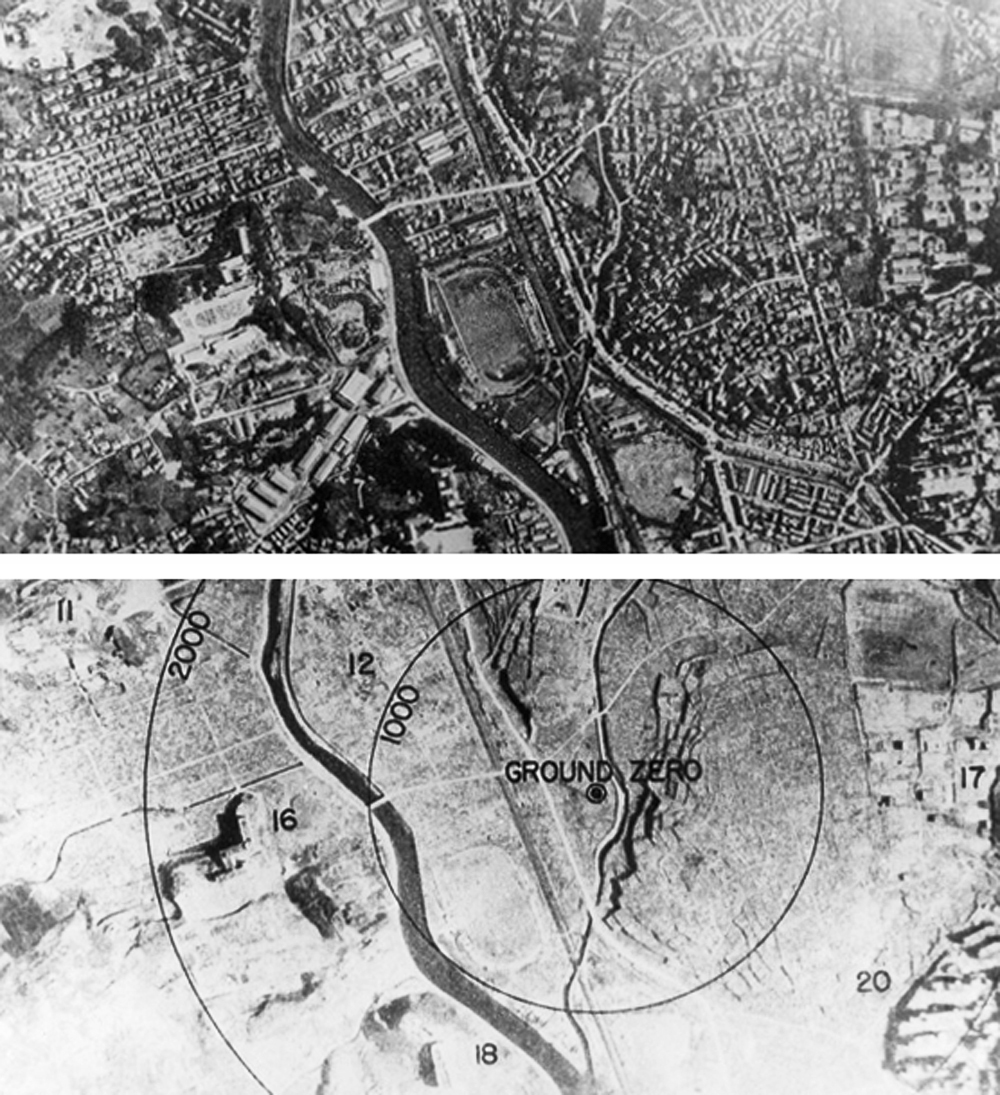
Luftaufnahme von Nagasaki vor und nach der Explosion

### Vom Wiederaufbau bis heute
Nach dem Krieg wurde die Stadt wieder aufgebaut, jedoch wegen der großen Zerstörungen völlig anders, als sie vor dem Krieg ausgesehen hatte. Neue Tempel und Kirchen wurden gebaut – das Christentum fand nach dem Krieg sogar noch signifikanten Zulauf, und Nagasaki hat bis heute den höchsten christlichen Bevölkerungsanteil unter allen japanischen Großstädten. Einige Trümmer wurden als Mahnmal stehengelassen, wie z. B. das einbeinige Torii und ein Steinbogen nahe dem Bodennullpunkt (Ground Zero). Auch neue Gebäude wurden als Mahnmale errichtet, wie z. B. das Atombombenmuseum.

## Kultur und Sehenswürdigkeiten

### Sehenswürdigkeiten
- Friedenspark (平和公園, heiwa kōen)
- Kenotaph im Hypozentrum
- Nationale Friedensgedenkhalle für die Atombombenopfer
- Dejima (出島), eine einst künstliche aufgeschüttete Insel, die als Sitz der niederländischen Handelsniederlassung diente.
- Fukusai-ji (福済寺), ein Zen-Tempel, der auch unter dem Namen Nagasaki Universal Tempel bekannt ist. Das Gebäude hat die Form einer Schildkröte, auf dem 18 Meter hohen Rücken befindet sich eine Statue der Göttin Kannon. Das Originalgebäude wurde 1628 fertiggestellt und beim Atombombenabwurf durch das Feuer zerstört. Das heutige Gebäude wurde 1979 fertiggestellt. Die Tempelglocke wird täglich um 11:02 Uhr geläutet, dem Zeitpunkt der Atombombenexplosion.
- Sōfuku-ji (崇福寺), ein von chinesischen Emigranten 1629 gegründeter buddhistischer Tempel
- Doppelbogenbrücke (眼鏡橋, megane-bashi), die zusammen mit ihrer Spiegelung im Wasser das Bild einer Brille (megane) evoziert.
- Chinatown
- Glover Garden (グラバー園, gurabā-en), der ehemalige Wohnsitz des schottischen Händlers Thomas Blake Glover (1838–1911).
- Huis Ten Bosch (ハウステンボス), Vergnügungspark mit Niederlande-Thematik
- Kōfuku-ji (興福寺), ein 1624 gegründeter buddhistischer Tempel der Ōbaku-Denomination
- Monument der 26 Märtyrer (日本二十六聖人記念館, Nihonjin-nijūroku-shōnin-kinenkan),
- Basilika der sechsundzwanzig heiligen Märtyrer Japans (大浦天主堂, Ōura Tenshudō)
- Suwa-Schrein (鎮西大社諏訪神社, Chinzei-Taisha-Suwa-jinja) der Schutzgottheit Nagasakis
- Urakami-Kathedrale (浦上天主堂, Urakami Tenshudō)

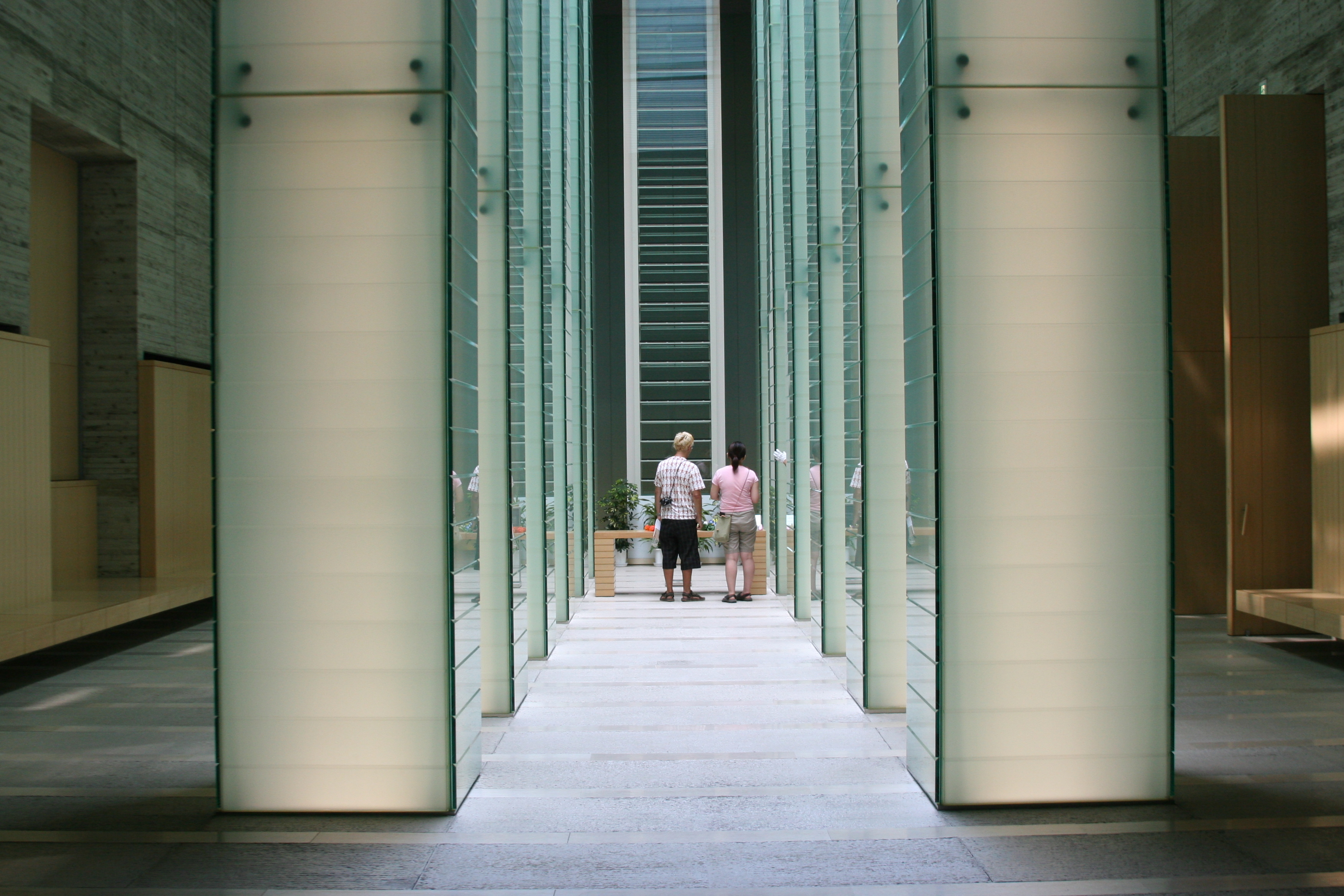
Nationale Friedensgedenkhalle für die Atombombenopfer
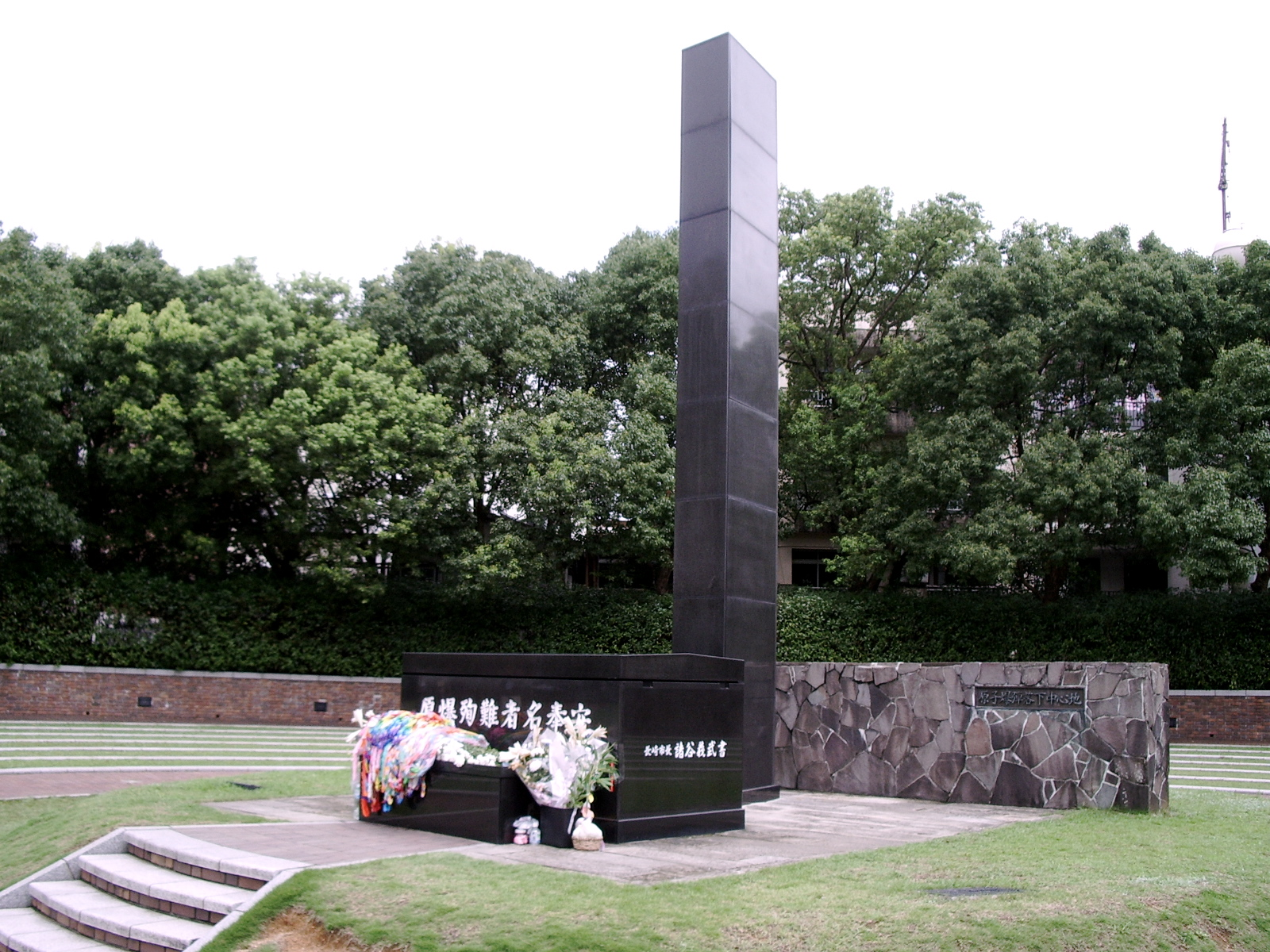
Kenotaph im Hypozentrum
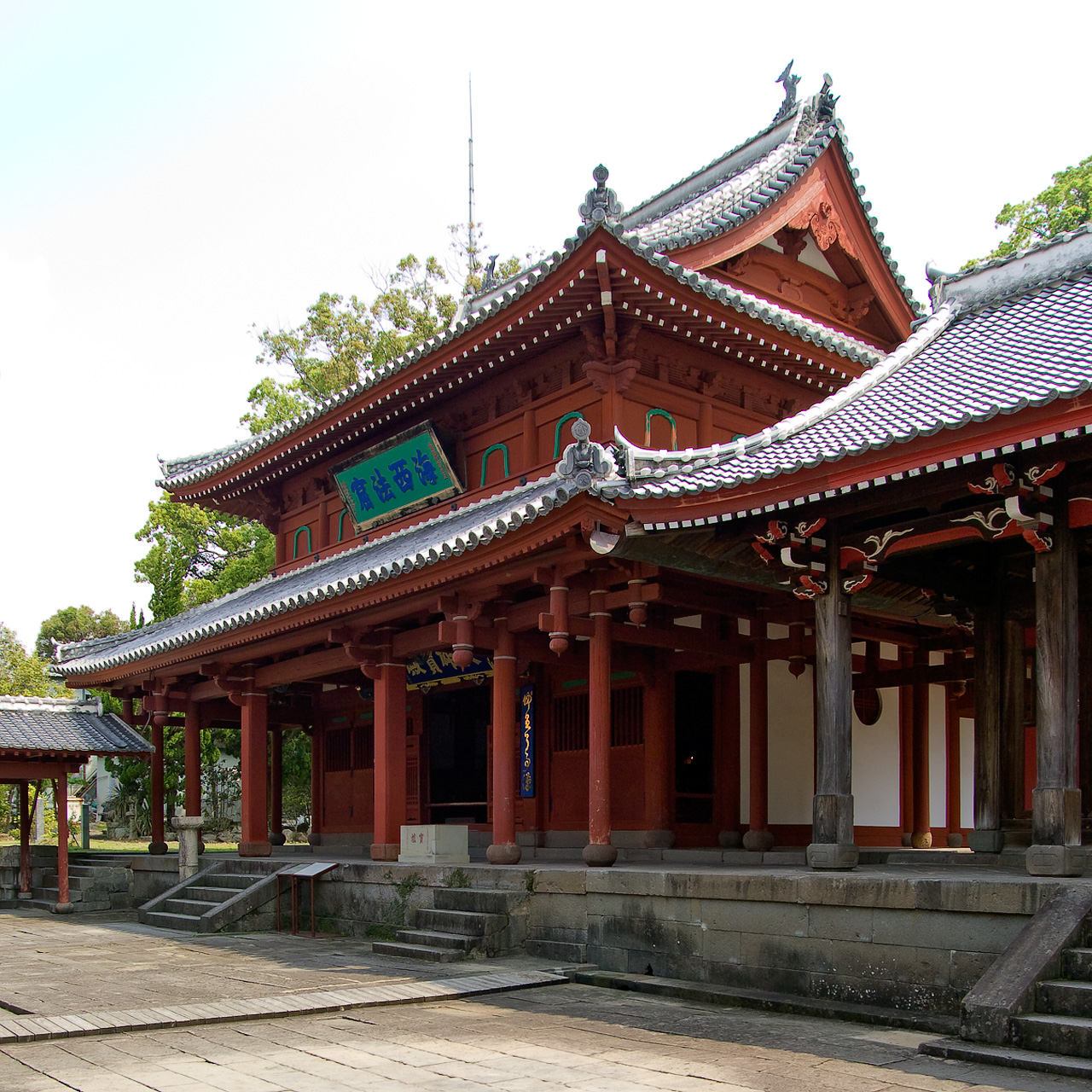
Buddha-Halle (Daiyū Hōden) des Sōfuku-Tempels
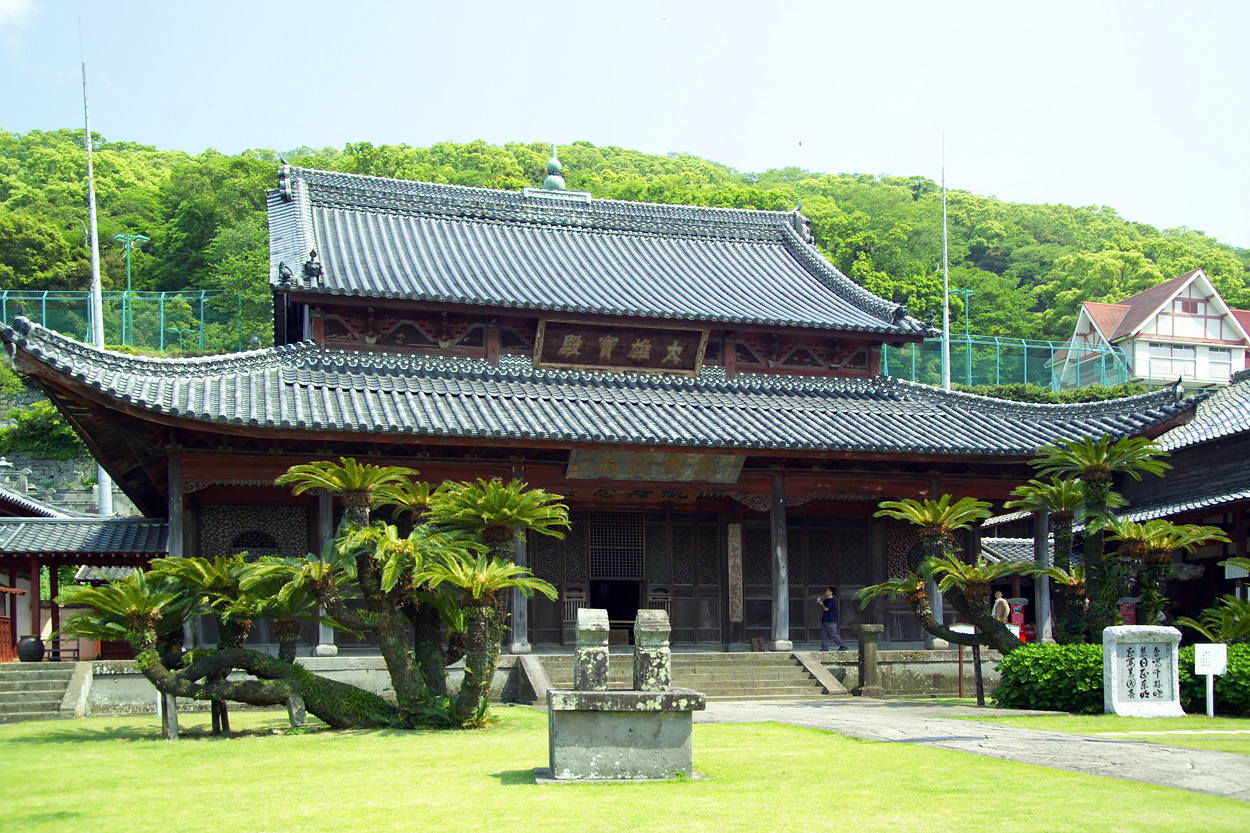
Haupthalle des Kōfuku-Tempels
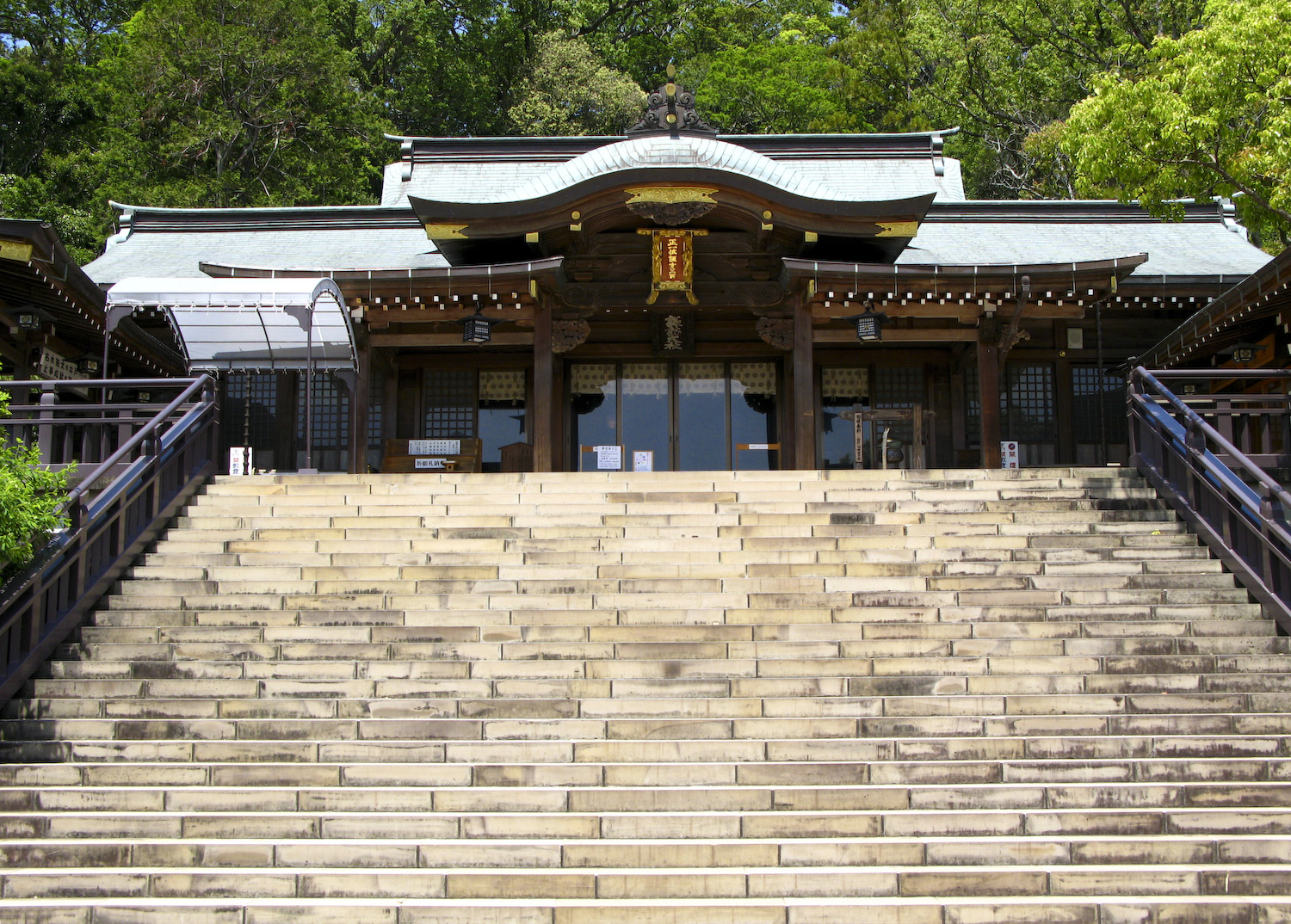
Suwa-Schrein
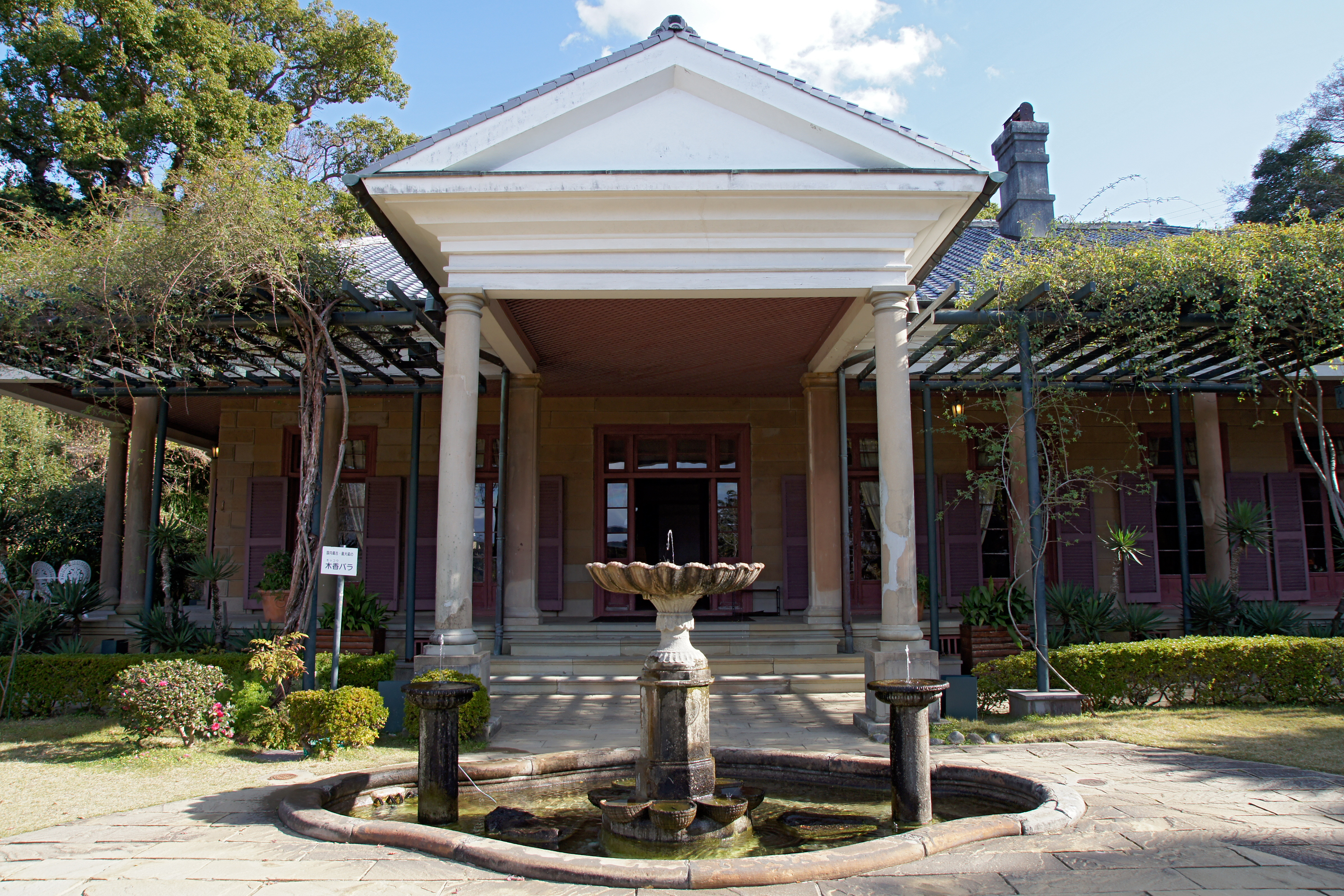
Haus von William Alt im Glover Garden
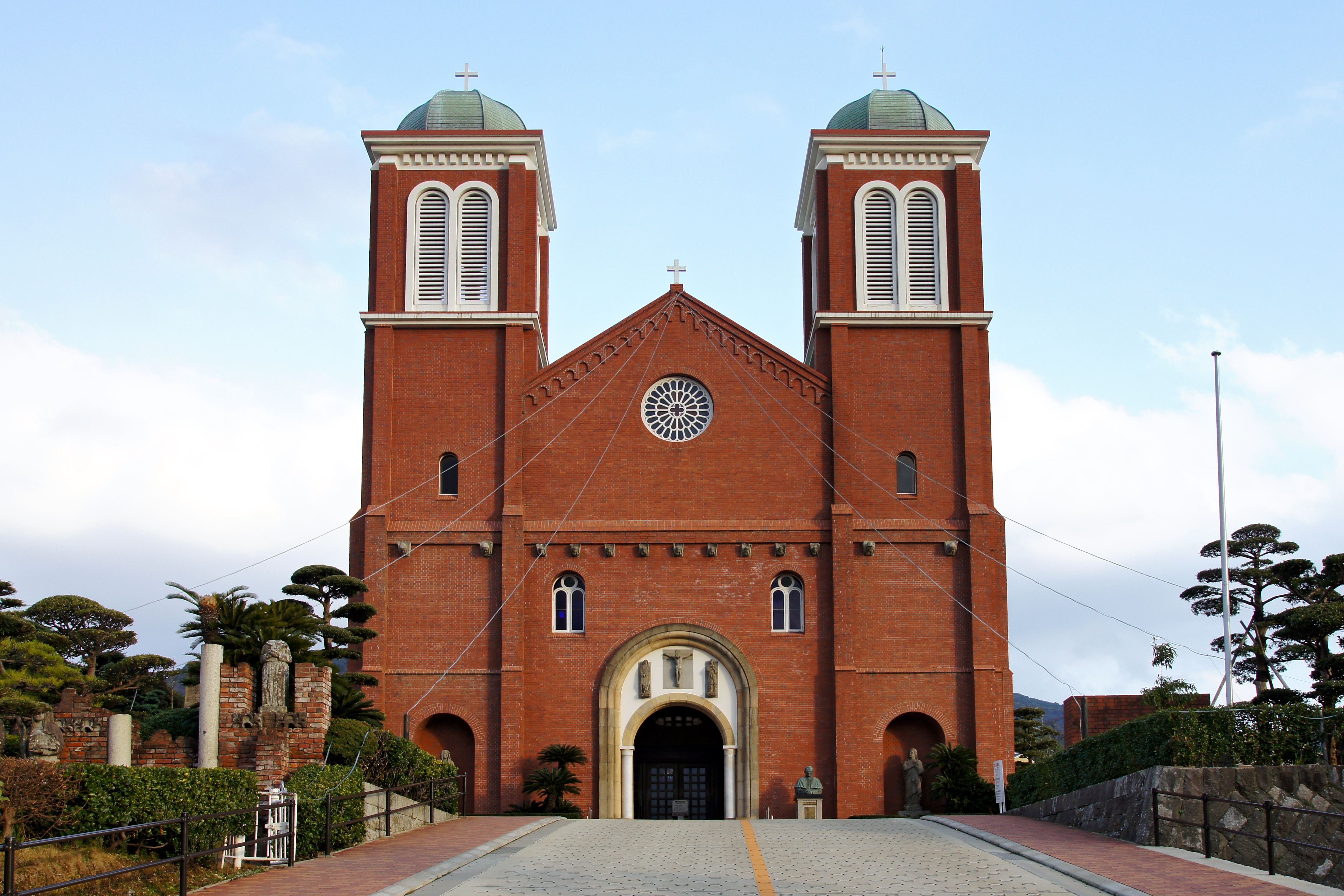
Urakami-Kathedrale
Basilika der sechsundzwanzig heiligen Märtyrer Japans (Ōura-Kirche)

### Museen
- Museum für Geschichte und Kultur Nagasaki[4]
- Atombombenmuseum Nagasaki[5][6]
- Oka Masaharu Memorial Nagasaki Peace Museum[7]
- Gedenkstätte der 26 christlichen Märtyrer[8]
- Siebold Memorial Museum[9]
- Nagasaki Prefectural Art Museum[10][11]
- Endo Shusaku Literary Museum[12]

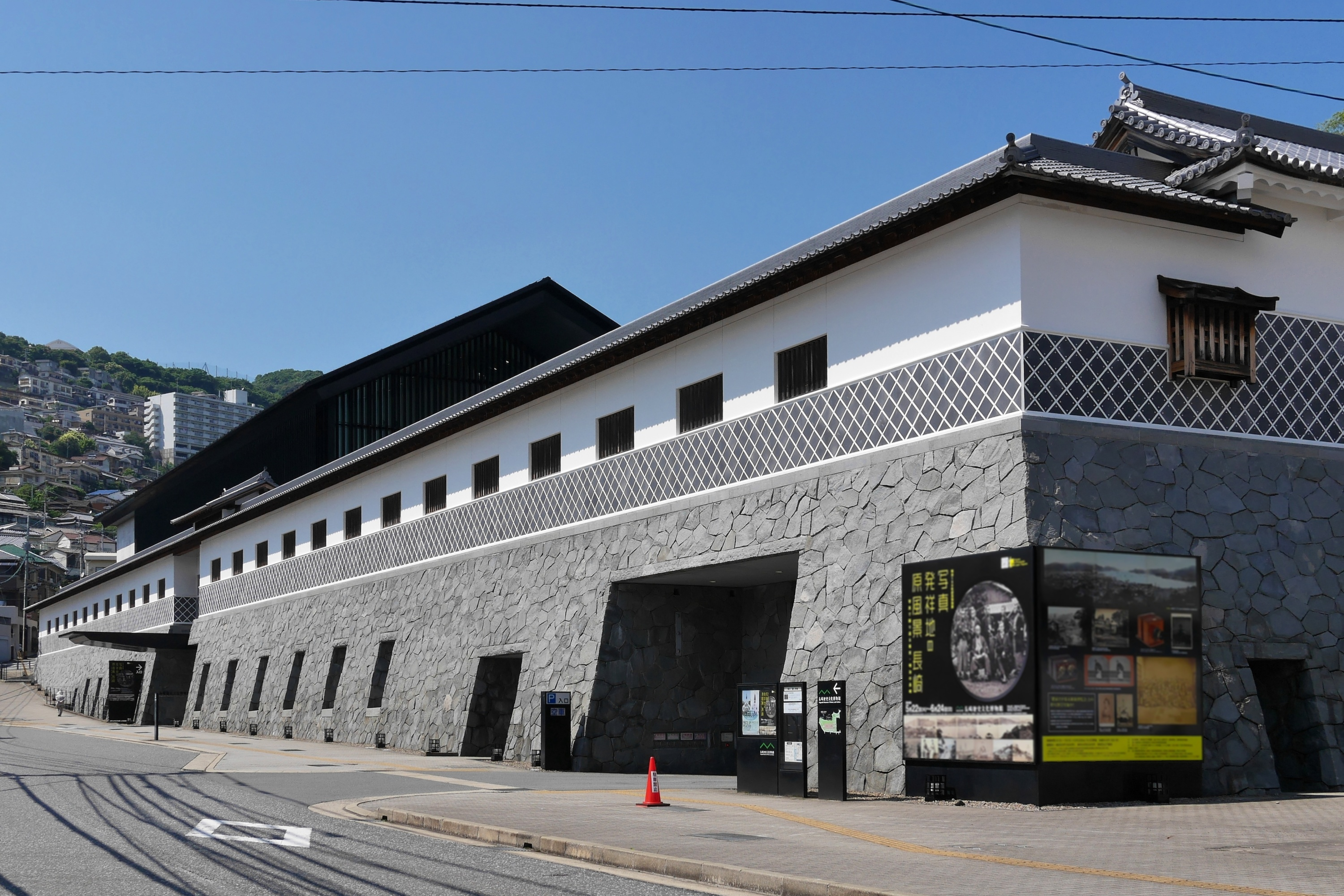
Museum für Geschichte und Kultur Nagasaki
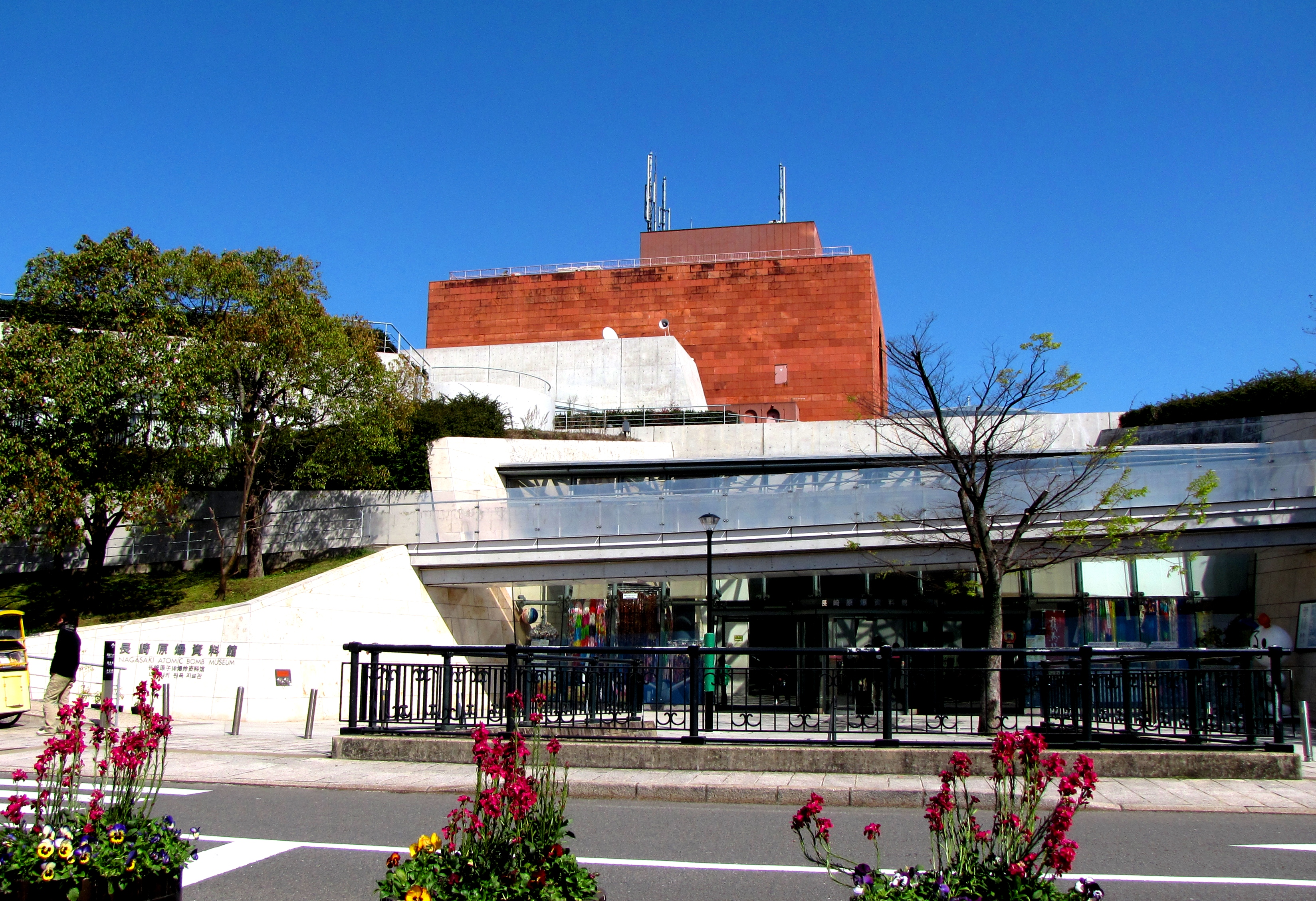
Atombombenmuseum Nagasaki
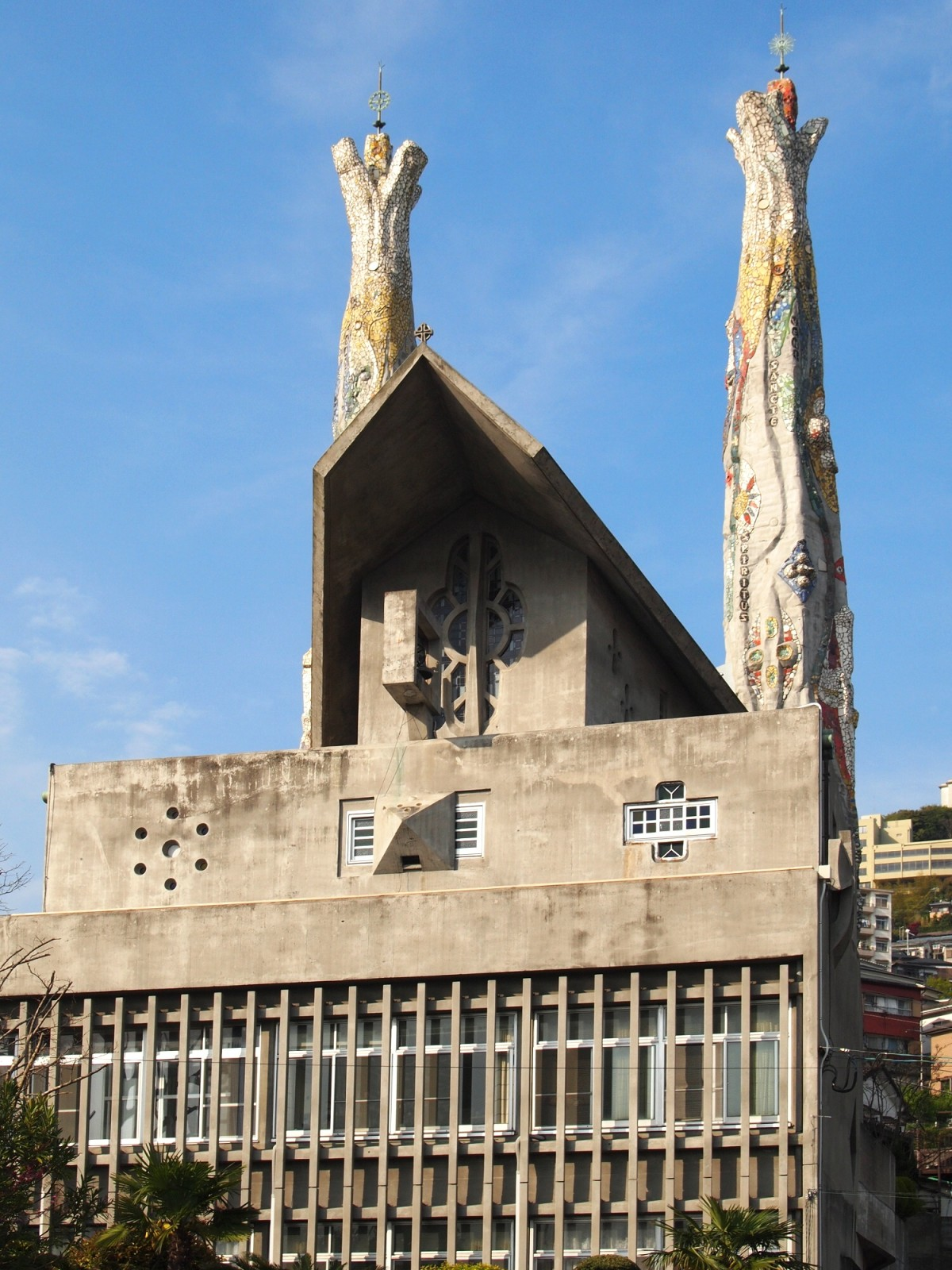
Gedenkstätte der 26 christlichen Märtyrer
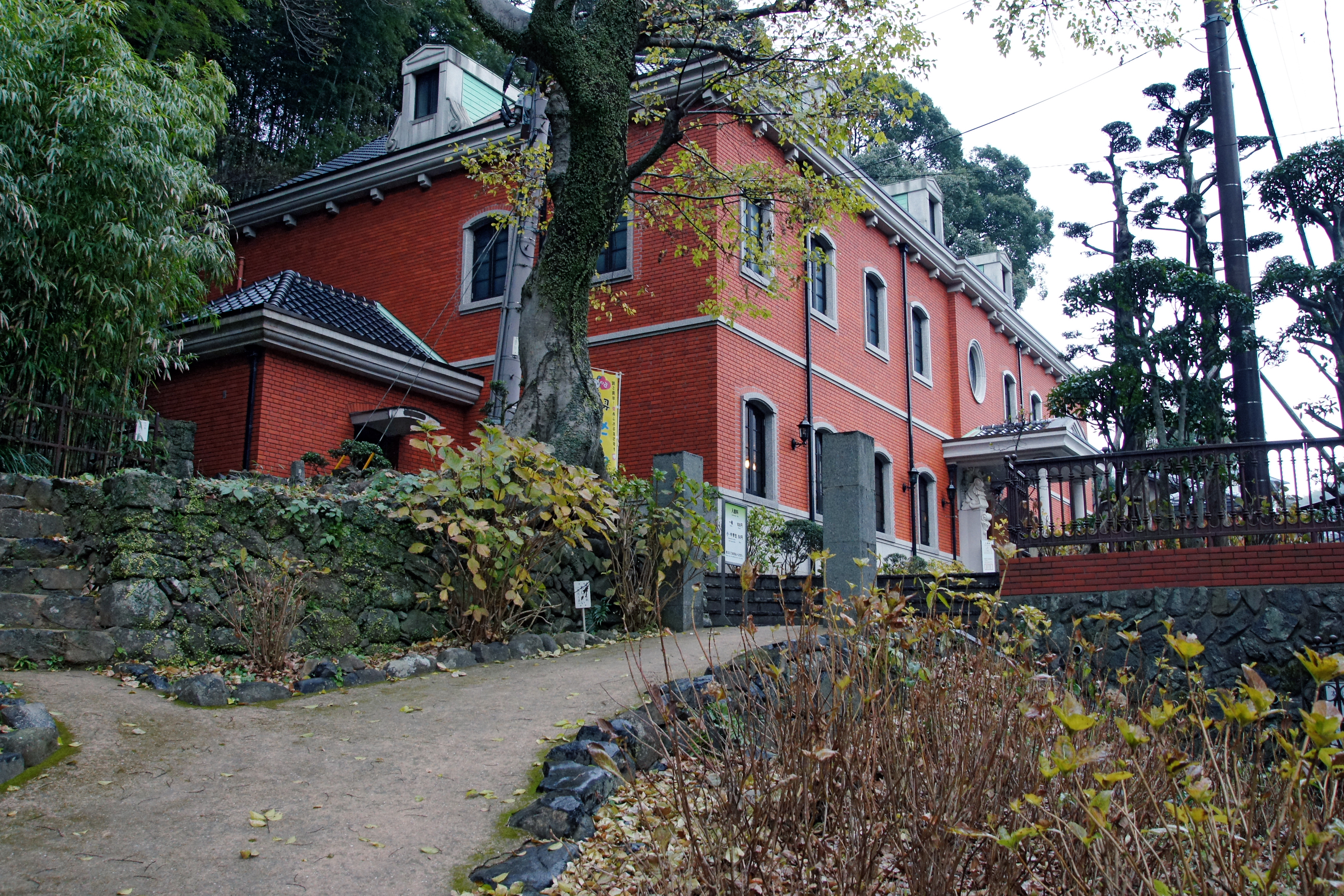
Siebold Memorial Museum
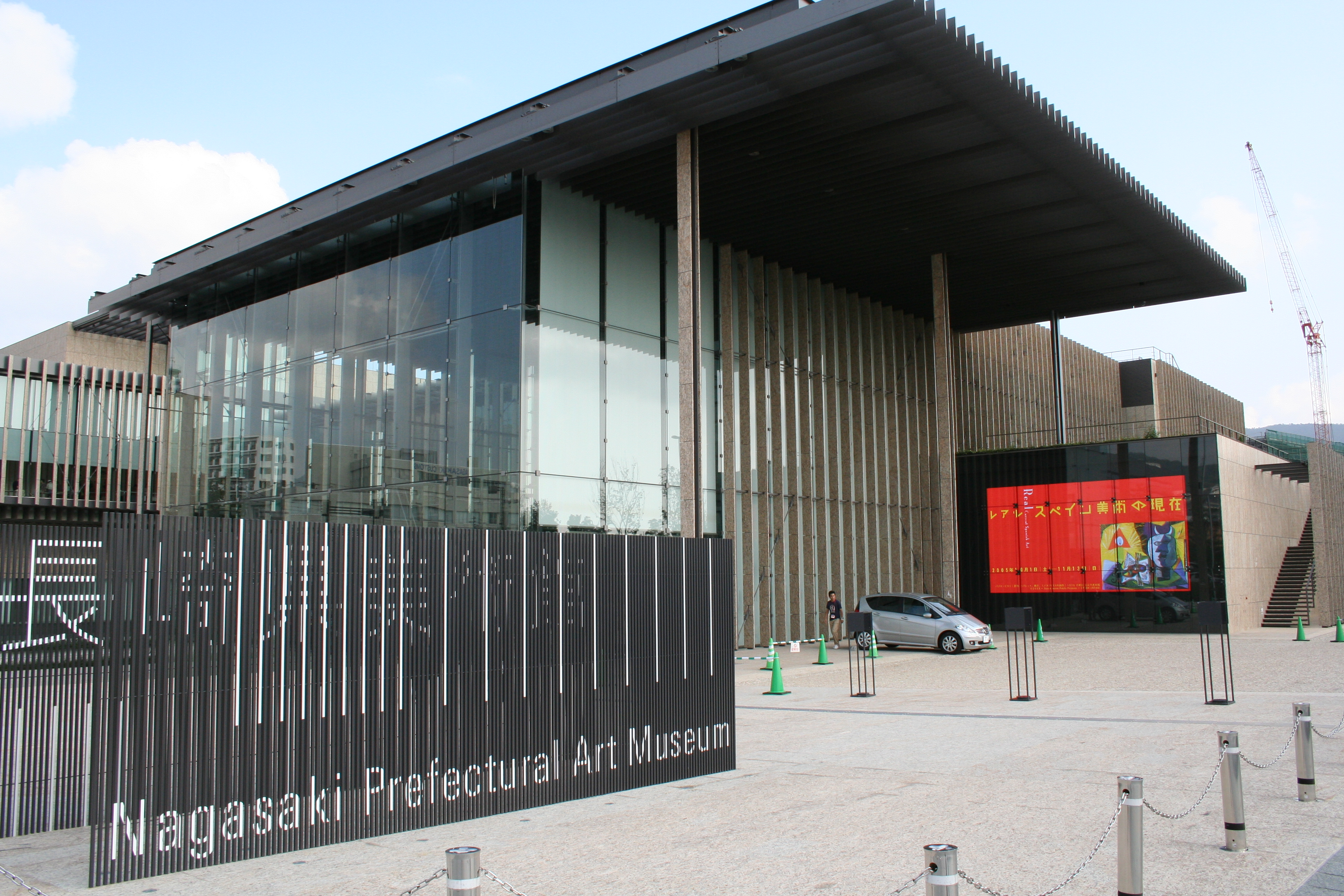
Nagasaki Prefectural Art Museum
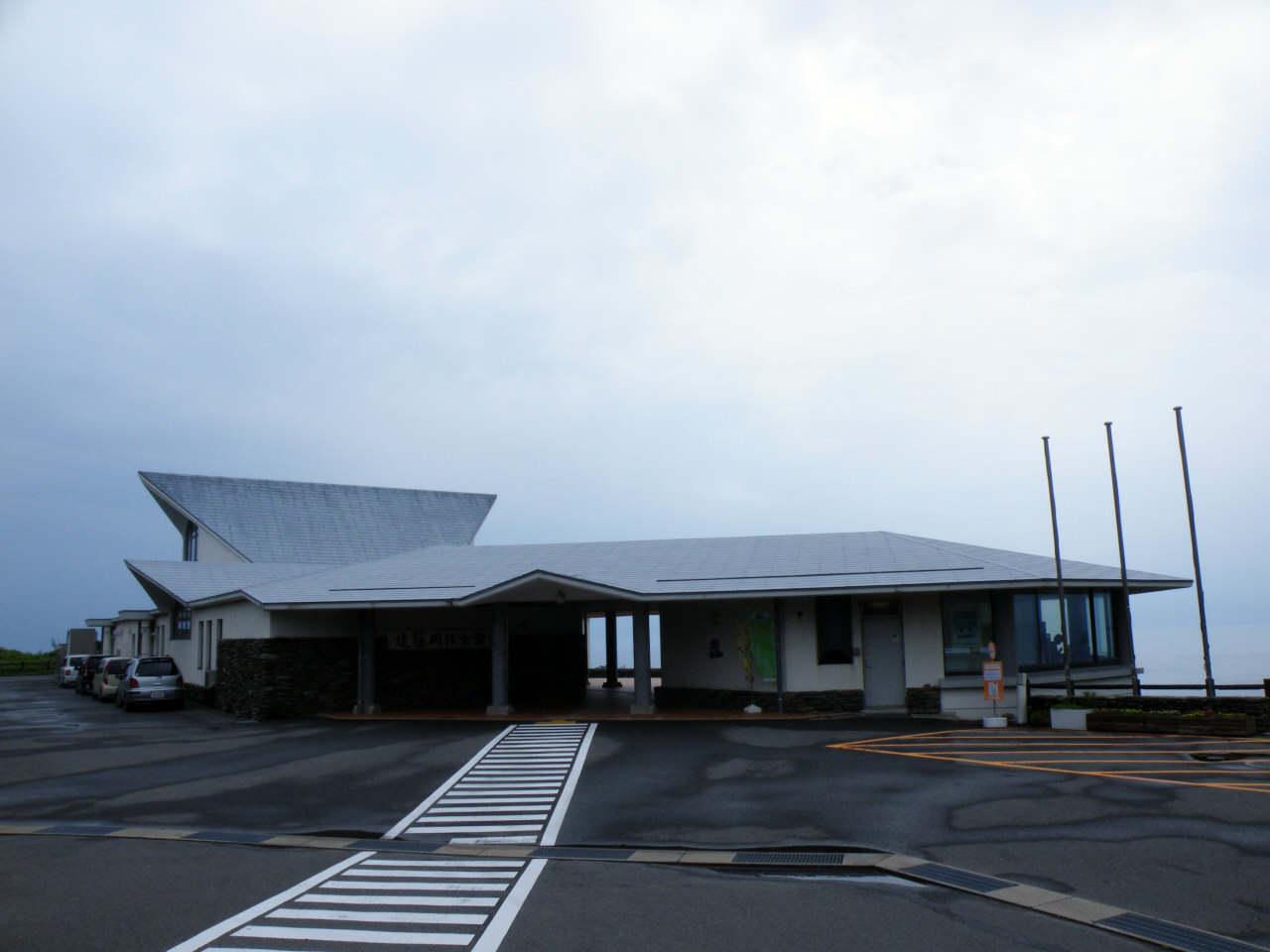
Endo Shusaku Literary Museum

## Politik
- Shimin Club („Bürgerklub“; Minshintō, SDP): 11
- Meisei Club (明政クラブ): 11
- Kōmeitō: 6
- Sōsei Jimin (創生自民): 5
- KPJ: 3
- LDP: 2
- Team 2020: 2

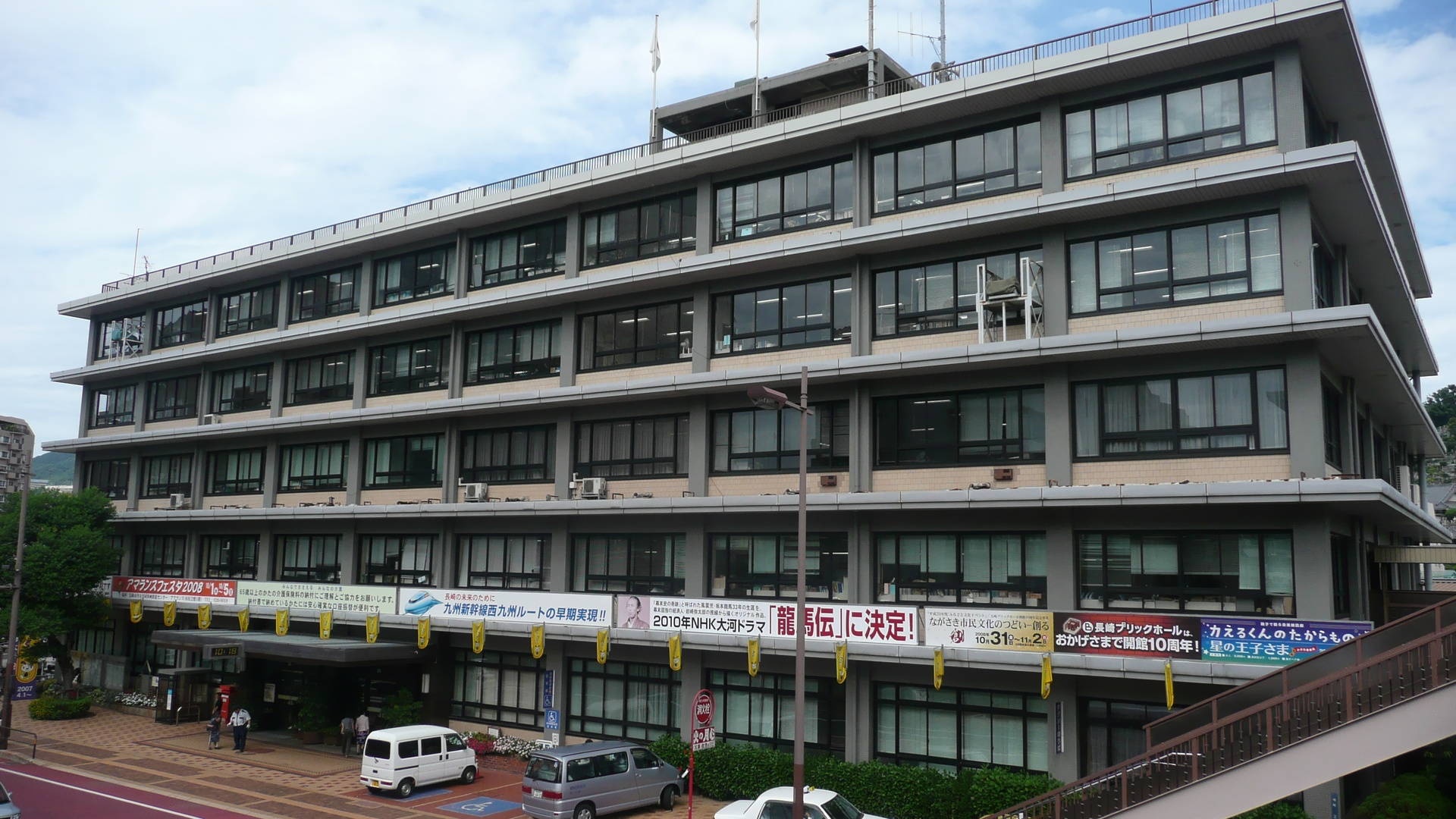
Das Rathaus der Stadt Nagasaki (Nagasaki-shiyakusho)

Bürgermeister von Nagasaki (Nagasaki-shichō) ist seit April 2007 Tomihisa Taue, der zuletzt bei den einheitlichen Wahlen im April 2015 mangels Gegenkandidat ohne Abstimmung für eine dritte Amtszeit wiedergewählt wurde. Das Stadtparlament von Nagasaki (Nagasaki-shigikai) wurde auch bei den einheitlichen Wahlen 2015 neu gewählt.

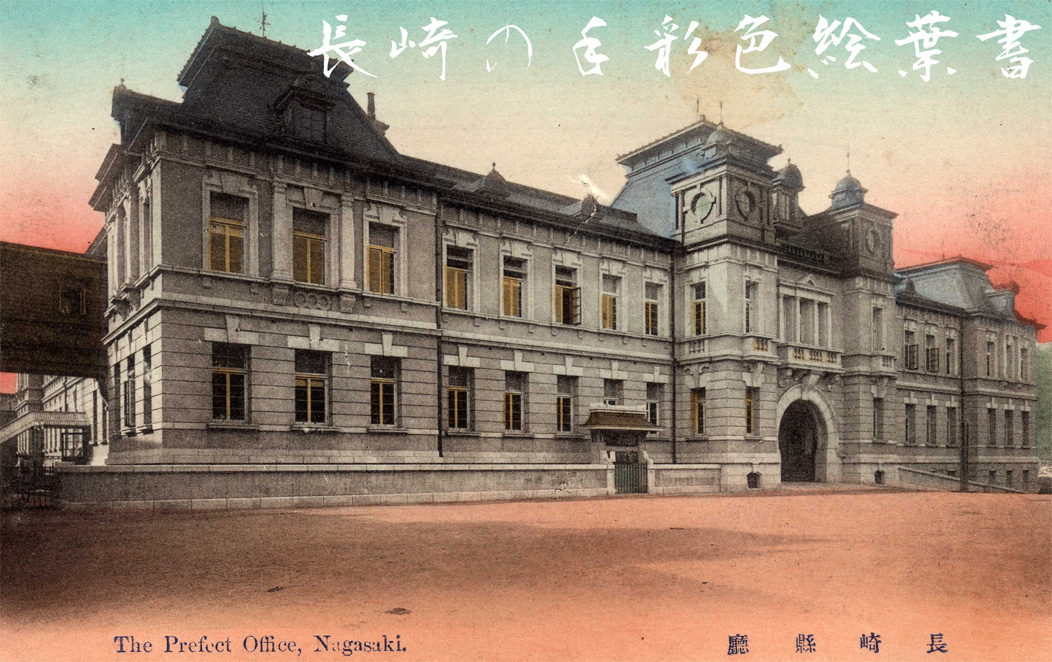
Das damalige Hauptgebäude der Präfekturverwaltung von Nagasaki (Nagasaki-kenchō, zeitgenössische Schreibung 長崎縣廳) im frühen 20. Jahrhundert

Für das ebenfalls im einheitlichen Wahlzyklus gewählte 46-köpfige Präfekturparlament von Nagasaki (Nagasaki-kengikai) bildet die Stadt Nagasaki einen 14 Mandate starken Wahlkreis. Von den Abgeordneten aus der Stadt gehören (Stand: Oktober 2015) je vier der LDP-Fraktion und der DPJ-SDP-gestützten Fraktion „Reform 21“ an, die Kōmeitō stellt zwei Abgeordnete, die KPJ einen, die meisten anderen Abgeordneten konstituieren Ein-Mann-Fraktionen.
Bei Wahlen zum Unterhaus des Nationalparlaments erstreckt sich die Stadt in die Wahlkreise Nagasaki 1 (liegt vollständig in der Stadt Nagasaki) und Nagasaki 2 (umfasst nur die eingemeindeten Städte Kinkai und Sotome und sonst vor allem Isahaya und andere Städte in der Präfektur). Den Wahlkreis 1 vertritt derzeit der Liberaldemokrat Tsutomu Tomioka, der sich 2012 und 2014 gegen den langjährigen Amtsinhaber Yoshiaki Takaki (Demokrat) durchsetzte, der aber mit relativ knappen Wahlkreisniederlagen bei beiden Wahlen einen Sitz bei der Verhältniswahl in Kyūshū gewann. Den Wahlkreis 2 hatte nach der Wahlrechtsreform der 1990er zunächst lange Fumio Kyūma gehalten, der aber bei der LDP-Erdrutschniederlage 2009 der Demokratin Eriko Fukuda unterlag; seit 2012 ist der Wahlkreis mit Kanji Katō wieder in LDP-Hand.

## Angrenzende Städte und Gemeinden
- Saikai
- Isahaya
- Nagayo
- Togitsu

## Städtepartnerschaften
- Hiroshima, Japan
- Fuzhou, Volksrepublik China, seit 1980
- Blagoewgrad, Bulgarien
- Santos, Brasilien, seit 1972
- Saint Paul, USA, seit 1955
- Middelburg, Niederlande, seit 1978
- Porto, Portugal, seit 1978
- Vaux-sur-Aure, Frankreich, seit 2005. Städtepartner von Sotome seit 1978